# 44-я лыжная бригада
44-я лыжная бригада — воинское формирование вооружённых сил СССР в Великой Отечественной войне.

## История
Бригада сформирована летом 1942 года
В действующей армии с 10.09.1942 по 15.05.1943 года.
По поступлению в действующую армию заняла оборону по реке Ловать, неподалёку от города Холм.
06.11.1942 в бригаду поступил приказ о передислокации бригады в район севернее Великих Лук.
К началу декабря 1942 года, с началом вражеского контрнаступления с юго-запада от Невеля по направлению к окружённым Великим Лукам, бригада была придана 5-му гвардейскому стрелковому корпусу. Была введена в бой западнее Ширипино, где бригаде была поставлена задача организации обороны, с целью не допустить расширения коридора пробитого вражескими войсками к Ширипино. Вела бои там до 10.12.1942 года. В ночь на 11.12.1942 года сдала свой 4-х километровый участок частям 9-й гвардейской стрелковой дивизии на участке Сурагино, Изосимово, Башмаково, снята с позиций и придана 2-му механизированному корпусу, по-видимому отведена для отдыха и пополнения. Вновь введена в бой 23.12.1942 года, отражая атаки врага в районе Поречье, а 24.12.1942, будучи приданной 360-й стрелковой дивизии нанесла контрудар на деревню Алексеевку (в нескольких километрах от железной дороги Новосокольники — Великие Луки), отбросила врага на три километра, и сильно поредевшая, отведена в резерв.
15.05.1943 расформирована.

## Подчинение
| Дата            | Фронт (округ)     | Армия             | Корпус                | Примечания |
| --------------- | ----------------- | ----------------- | --------------------- | ---------- |
| 01.10.1942 года | Калининский фронт | 3-я ударная армия | -                     | -          |
| 01.11.1942 года | Калининский фронт | 3-я ударная армия | -                     | -          |
| 01.12.1942 года | Калининский фронт | 3-я ударная армия | -                     | -          |
| 01.01.1943 года | Калининский фронт | 3-я ударная армия | -                     | -          |
| 01.02.1943 года | Калининский фронт | 3-я ударная армия | -                     | -          |
| 01.03.1943 года | Калининский фронт | -                 | 6-й стрелковый корпус | -          |
| 01.04.1943 года | Калининский фронт | 3-я ударная армия | -                     | -          |
| 01.05.1943 года | -                 | -                 | -                     | нет данных |

## Командиры
- Лобов П. Ф., полковник